# Markus Binder

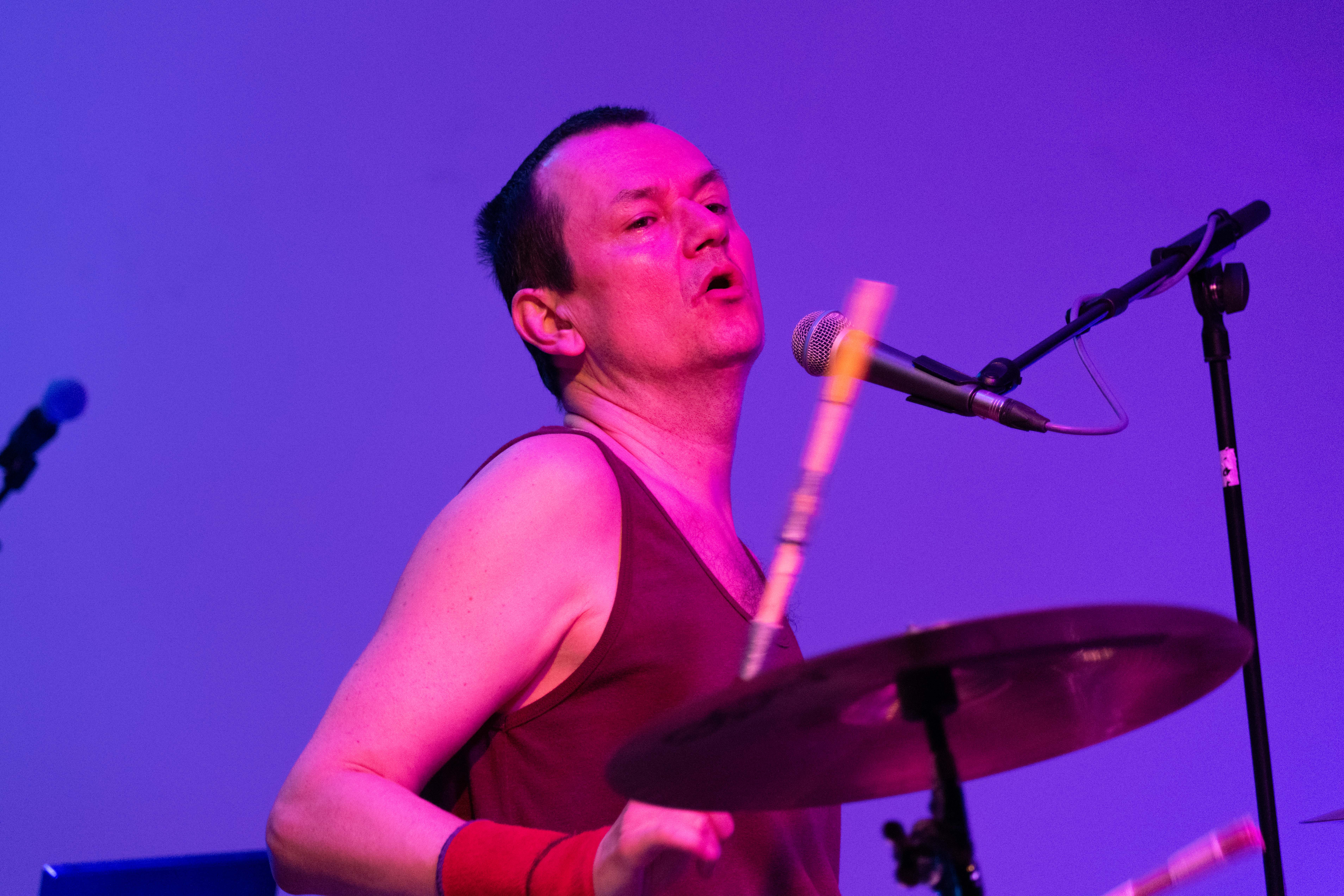
Markus Binder beim Festival der Regionen 2019 in Perg

Markus Binder (* 9. April 1963 in Enns, Österreich) ist Musiker und Autor. Bekannt ist er vor allem als Teil des Groove-Slang-Punk-Duos Attwenger.

## Leben
Markus Binder zog 1982 von Enns nach Linz. Von 1983 bis 1990 war er Multimediakünstler und Veranstalter in der Linzer Stadtwerkstatt. 1988 lernte er den Musiker Hans-Peter Falkner kennen, mit dem er 1990 die Musikprojekte Attwenger und dessen akustischen Ableger Die Goas gründete. Bisher sind 12 Alben erschienen, zuletzt im Mai 2021 die LP/CD Drum auf Trikont. Attwenger spielten bislang 950 Live-Konzerte im In- und Ausland, etwa in Simbabwe, Malaysia, Russland, Vietnam, Pakistan, den USA, Mexiko, Indonesien und Myanmar.
Markus Binder ist auch als Solokünstler tätig. 2001 erschien sein Soloalbum Photos 01 auf dem Münchner Elektronik-Label Disko B. 2005 veröffentlichte er sein erstes Buch, den Erzählungsband Testsiegerstraße. Sein Roman Teilzeitrevue erschien 2017. Elemente daraus wurden von ihm auch musikalisch interpretiert und mit dem Albumtitel Teilzeitrevuesongs veröffentlicht. 2023 erschien Tempoänderungen, wie auch die beiden ersten Bücher, im Berliner Verbrecherverlag.
Markus Binder hat drei Kinder. Er ist mit der Filmregisseurin Jessica Hausner liiert und lebt in Wien und Linz.

## Werke

### Alben
- 2001: Photos 01 (Disko B)

### Bücher
- 2005: Testsiegerstraße. short + very short storys. 144 Seiten. Verbrecher Verlag, ISBN 978-3-935843430.
- 2017: Teilzeitrevue. Hybridroman. 232 Seiten. Verbrecher Verlag, ISBN 978-3-957321909.
- 2023: Tempoänderungen. Textmolekülemix. 261 Seiten. Verbrecher Verlag, ISBN 978-3-957325334.

## Auszeichnungen
- 2023: Europäischer Filmpreis in der Kategorie Beste Filmmusik für Club Zero[6]